# Harehope
Harehope eller Hareup är en ort i civil parish Eglingham, i grevskapet Northumberland i England. Orten är belägen 11 km från Alnwick. Harehope var en civil parish 1866–1955 när det uppgick i Eglingham. Civil parish hade 20 invånare år 1951.